# Lilla Toxen
Lilla Toxen är en sjö i Falu kommun i Dalarna och ingår i Gavleåns huvudavrinningsområde. Sjön är 8,5 meter djup, har en yta på 0,183 kvadratkilometer och är belägen 248,2 meter över havet. Vid provfiske har abborre, gädda och mört fångats i sjön.

## Delavrinningsområde
Lilla Toxen ingår i det delavrinningsområde (672891-152478) som SMHI kallar för Utloppet av Lilla Toxen. Medelhöjden är 261 meter över havet och ytan är 1,55 kvadratkilometer. Det finns inga avrinningsområden uppströms utan avrinningsområdet är högsta punkten. Vattendraget som avvattnar avrinningsområdet har biflödesordning 4, vilket innebär att vattnet flödar genom totalt 4 vattendrag innan det når havet efter 71 kilometer. Avrinningsområdet består mestadels av skog (74 procent). Avrinningsområdet har 0,18 kvadratkilometer vattenytor vilket ger det en sjöprocent på 11,4 procent.